# Pyongyang (bande dessinée)
Pour les articles homonymes, voir Pyongyang (homonymie).
Pyongyang est une bande dessinée autobiographique de Guy Delisle publiée par L'Association en 2003.
L'auteur y décrit son séjour à Pyongyang, capitale de la république populaire démocratique de Corée.

## Histoire
Delisle se rend en Corée du Nord, pays très fermé aux étrangers, afin de superviser la sous-traitance de séries d'animation réalisées par une société occidentale (adaptation en dessin animé de la série de bandes dessinées Papyrus). L'album se présente comme une série d'anecdotes et de réflexions qui composent un tableau de la vie de l'auteur pendant son séjour. Le réalisateur américain Gore Verbinski et le scénariste Steve Conrad devaient porter Pyongyang au cinéma, Verbinski en ayant acquis les droits à l'été 2012, mais le projet a été annulé à la suite du piratage de Sony Pictures Entertainment et aux menaces terroristes. La version suédoise a reçu en 2014 le prix Urhunden du meilleur album étranger.

## Résumé
Delisle arrive à Pyongyang en apportant, en plus des objets qu'il a été autorisé à emmener dans le pays, le roman de George Orwell 1984, des CD d'Aphex Twin et de reggae, et des cadeaux tels que des cigarettes Gitanes et du cognac Hennessy.
Delisle rencontre d'anciens collègues travaillant sur une adaptation de Corto Maltese. Il rencontre aussi d'anciens diplomates, des collaborateurs d'organisations non gouvernementales, et des hommes d'affaires, comme des ingénieurs français venus installer une antenne de télévision haute définition.
Pendant sa visite, d'une durée de deux mois, il séjourne à l'hôtel Yanggakdo, et rencontre d'autres étrangers descendus quant à eux à l'hôtel Koryo. Accompagné par son guide, comme l'exige la loi, il visite la statue de Kim Il-Sung, le métro de Pyongyang, le Club diplomatique (ancienne ambassade russe), l'Arc de triomphe, l'USS Pueblo, l'hôtel Ryugyong, le hall Taekwondo, et le Musée de l'Occupation Impériale.
Delisle est surpris par l'absence de personnes handicapées, la musique de propagande nord-coréenne, le culte de la personnalité pour l'ancien leader Kim Il-sung et le leader de l'époque Kim Jong-Il, l'obligation de se faire accompagner à tout moment de son traducteur et guide, l'absence de Coca-Cola et les kimjongilia. Il note également le « lavage de cerveau » imposé aux habitants, même si ces derniers le nient totalement. Par exemple, lorsqu'il interroge son guide à propos des handicapés à Pyongyang, celui-ci lui répond avec une sincérité confondante que la Corée du Nord n'en a pas, que les enfants de la « race coréenne » naissent sans déficience physique, forts et intelligents.

## Analyse
Comme dans Shenzhen, dont Pyongyang est le « pendant », Delisle enchaîne les anecdotes sur les difficultés de l'animation délocalisée, l'incommunicabilité avec les Asiatiques et l'incapacité à comprendre leurs coutumes et adopter leur mode de vie. Cependant, comme il ne peut répéter les mêmes schémas humoristiques, il se concentre sur la relation des « absurdités générées par le régime dictatorial le plus paradoxal qui puisse s'imaginer », d'une manière assez unilatérale. Le ton du livre apparaît encore plus désabusé que celui de Shenzhen, Delisle n'ayant d'autre choix finalement que de se plier au contexte particulier d'une société figée. Son témoignage est celui d'un homme qui effectue un séjour relativement court dans le pays, lui permettant d'éviter les cas de conscience, pour observer avec un certain détachement.

### Documentation
- Choi Juhyun, « À Propos de « Pyongyang » de Guy Delisle », Comix Club, Centre national de la bande dessinée et de l'image, no 2,‎ octobre 2004, p. 34-42.
- Gilles Ciment, « Stupeur et énervement », 9e Art, Centre national de la bande dessinée et de l'image, no 9,‎ octobre 2003, p. 115 (lire en ligne).
- Paul Gravett (dir.), « Les années 2000 : Pyongyang », dans Les 1001 BD qu'il faut avoir lues dans sa vie, Flammarion, 2012 (ISBN 2081277735), p. 789.